# Pasărea, Călărași
Pasărea este un sat în comuna Frumușani din județul Călărași, Muntenia, România.

## Așezare
Satul se află așezat de o parte și de alta a DN4 (București-Oltenița) mărginit la nord-vest de Frumușani; la nord Plătărești; la est Vasilați, la sud orașul Budești, Hotarele, Valea Dragului și la vest de Vărăști.

## Geografie
Localitatea se află așezată în Câmpia Câlnăului, subunitate a Câmpiei Vlăsiei.

Terenul este plan, iar majoritatea pantelor nu depășesc 2%. Altitudini între 50 - 65 m.

Câmpiei Câlnăului îi corespunde interfluviul Argeș-Dâmbovița, fragmentat în zona comunei de apa râului Câlnău, afluent pe dreapta al râului Dâmbovița .

Prin acumulare, de-a lungul râului Câlnău sunt formate mai multe lacuri artificiale, printre care
:
| Denumire    | Suprafață ha | Perimetru km |
| ----------- | ------------ | ------------ |
| Pasărea I   | 7.5          | 1.797        |
| Pasărea II  | 17.4         | 3.424        |
| Pasărea III | 8.1          | 1.948        |
| Pasărea V   | 11.1         | 2.74         |

Specii existente de pești: crap, caras, novac, fitofag, babușcă

,
dar și somn, șalău,  cteno, cosaș, știucă
.
Lacurile sunt populate periodic și sunt atracții pentru pescuitul sportiv

.
Principalele tipurile de sol sunt Cernoziomuri argiloiluviale tipice (textura Lutoargiloasă) și Cernoziomuri cambice, folosite în principal în agricultură.

### Climă
Temperatura medie a lunii Iulie variază intre +23˚/+23,5˚C iar cea a lunii Ianuarie în jur de -1,5˚/-2,0˚C 

Temperatura medie multi-anuala a aerului este de +10,5˚/+11˚C

Cantitățile anuale de precipitații depășesc 500 .. 600 mm, ele fiind maxime în lunile mai și iunie când se pot înregistra cantități medii lunare de 60-65 mm.

Număr mediu de zile senine pe an 110-120.

Numărul de zile cu ninsoare pe an este de 20-25.

Adâncimea maximă de îngheț de 70...80 cm   
Vanturile predominante NV (4,5 m/sec) si E (3,8 m/sec medie anuală cu maxime de 16 m/sec)

Ceața apare sporadic în zona datorită lacurilor.

## Transport
Transportul de persoane cu autobuze este cel mai facil, prin curse zilnice regulate  București (Piața Sudului) – Oltenița – Călărași  .
Transportul pe calea ferată este posibil de partea stânga a râului Dâmbovița pe ruta 
București Sud (Titan Sud h.m.) - Oltenița cale ferată simplă neelectrificată linie 801.

În apropiere, la aproximativ 14 Km, se află gara sau halta din Budești (Gălbinași, Cucuieți Sudiți, Podu Pitarului).
La o distantă mai mare se află linia de cale ferată neelectrificată 902 București - Giurgiu. 
Satul Pasărea are în componență 36 de străzi.. Piste de biciclete sau trotuare încă nu există, dar sunt în proiect .

## Învățământ și educație
Grădinița cu Program Normal nr. 4 Pasărea 

Școala Primară nr. 4 Pasărea 

## Istorie
In 1901 in Marele Dicționar Geografic Al României, Volumul IV, la pagina 639 George Lahovari descria:
„Pasărea (Rahtivanca), sat, făcând parte din com. rur. Frumușani-Cuștureni, pl. Negoești, jud. Ilfov.
Are o suprafață de 760 hect., cu o populație de 150 locuitori.
D-l N. Budișteanu are 526 hect. și locuitorii, 234 hect.
Proprietarul cultivă 410 hect. (60 sterpe, 50 izlaz, 6 pădure). Locuitorii cultivă tot terenul.
Are 1 heleșteu și 1 pod.
Comerciul se face de 3 cîrciumari.
Numărul vitelor mari e de 105 și al celor mici, de 493.” 